# Frank Zappa
Frank Zappa   (Baltimore, 21 de desembre de 1940 - Los Angeles, 4 de desembre de 1993) va ser un compositor, guitarrista, cantant i productor discogràfic estatunidenc. Amb una carrera de més de trenta anys, Zappa va compondre rock, jazz, blues, electrònica, música clàssica i música concreta, o acusmàtica, entre d'altres. També va treballar com a director de cinema i de videoclips, i va dissenyar portades d'àlbums. A més, es va encarregar de la producció dels més de vuitanta àlbums que va gravar amb The Mothers of Invention i en solitari.
La seva obra coneguda fins avui es calcula en noranta-nou discs, entre originals i pòstums, milers de concerts arreu del món, vuit llargmetratges, infinitat d'entrevistes, articles, composicions i més projectes que van quedar a mitges quan es va morir. Amb la seva enorme producció artística, segons el professor de comunicació audiovisual de la Universitat de València, Manuel de la Fuente, Zappa resumeix a la perfecció la història cultural i política dels Estats Units d'Amèrica (EUA) de la segona meitat del segle xx.
En la seva adolescència li agradaven els compositors d'avantguarda basats en la percussió com ara Edgard Varèse, i la música rhythm and blues dels anys 1950. Va començar a escriure música clàssica a l'escola secundària, mentre tocava la bateria en algunes bandes de rhythm and blues, instrument que després va canviar per la guitarra elèctrica. Era un compositor i músic autodidacta, i per la seva diversitat de gustos musicals va arribar a crear música de vegades impossible de classificar. El seu àlbum debut de 1966 amb la banda The Mothers of Invention, Freak Out!, combinava cançons de rock convencionals amb improvisacions impossibles i sons generats a l'estudi d'enregistrament. Els seus àlbums posteriors van ser una mescla de música experimental i eclèctica, independentment que fossin de rock, jazz o música clàssica. Escrivia les lletres de tots els seus temes, freqüentment humorístiques. Va ser crític amb el políticament correcte i amb la religió i va ser un gran defensor de la llibertat d'expressió i de l'abolició de la censura.
Zappa va ser un artista prolífic i va rebre força crítiques favorables. Molts dels seus àlbums són considerats essencials en la història del rock, i és reconegut com un dels guitarristes i compositors més originals del seu temps i una referència per a un gran nombre d'artistes. Va tenir cert èxit comercial, sobretot a Europa, per la qual cosa va poder ser un artista independent la gran majoria del temps que va durar la seva carrera. Va ser inclòs de forma pòstuma al Saló de la Fama del Rock and Roll el 1995 i va rebre el premi Grammy a tota la seva carrera el 1995.
Zappa va estar casat amb Kathryn J. «Kay» Sherman des de 1960 a 1964, i amb Gail Zappa (Adelaide Gail Sloatman) des del 1967 fins que va morir per càncer de pròstata el 1993. Van tenir quatre fills: Moon Unit, Dweezil, Ahmet Emuukha Rodan i Diva Thin Muffin Pigeen. Gail Zappa dirigeix els negocis familiars sota el nom de Zappa Family Trust.

## Joventut
En Frank Zappa va néixer a Baltimore, Maryland, Estats Units, el 21 de desembre de 1940. Els seus pares eren Francis Zappa, nascut a Partinico, Itàlia, i Rose Marie Colimore, d'ascendència italo-francesa. Va ser el més gran de quatre germans. La família, durant la infància de Frank, es mudava amb freqüència a causa que el seu pare, químic i matemàtic, treballava per al Govern dels Estats Units. Després d'un curt espai de temps a Florida, a mitjan anys 40 van tornar a Maryland, on el seu pare va treballar a l'Aberdeen Proving Ground (Terreny de proves d'Aberdeen), una zona de pràctiques militars on es provaven armes. Degut a la proximitat de la seva casa al centre de proves, que emmagatzemava gas mostassa, guardaven màscares de gas per si hi hagués algun accident. Això va tenir un gran impacte en el jove Zappa, cosa que es constata amb les constants referències a gèrmens i altres aspectes de la indústria de la defensa en la seva obra.
Durant la seva infantesa, Zappa emmalaltia amb freqüència, patint asma, dolors d'oïda i sinusitis. Aquesta última li va ser tractada inserint-li un perdigó de radi a cada fossa nasal, una pràctica de la qual llavors se'n desconeixien els perills. Nombroses referències al seu nas apareixen en les lletres de les seves cançons, igual que en moltes de les portades d'àlbums fetes pel seu amic Cal Schenkel.
Moltes de les seves malalties podrien ser degudes a la constant exposició al gas mostassa, i la seva salut va empitjorar en l'època en què vivia a l'àrea de Baltimore. Així que finalment la seva família acabava mudant-se constantment sobretot degut als problemes de salut d'en Frank. El 1952 es van mudar a Monterrey, Califòrnia, on el seu pare es va dedicar a ensenyar metal·lúrgia en una Escola Naval. Poc després, van anar a Claremont, i després a El Cajón, abans de mudar-se definitivament a San Diego.
| « | Com que no vaig tenir cap tipus de formació, per mi no hi havia cap diferència entre escoltar Lightnin' Slim, o un grup vocal anomenat Jewels..., o Webern, o Varèse, o Stravinsky. Par mi tot era bona música. | » |

## Influències musicals

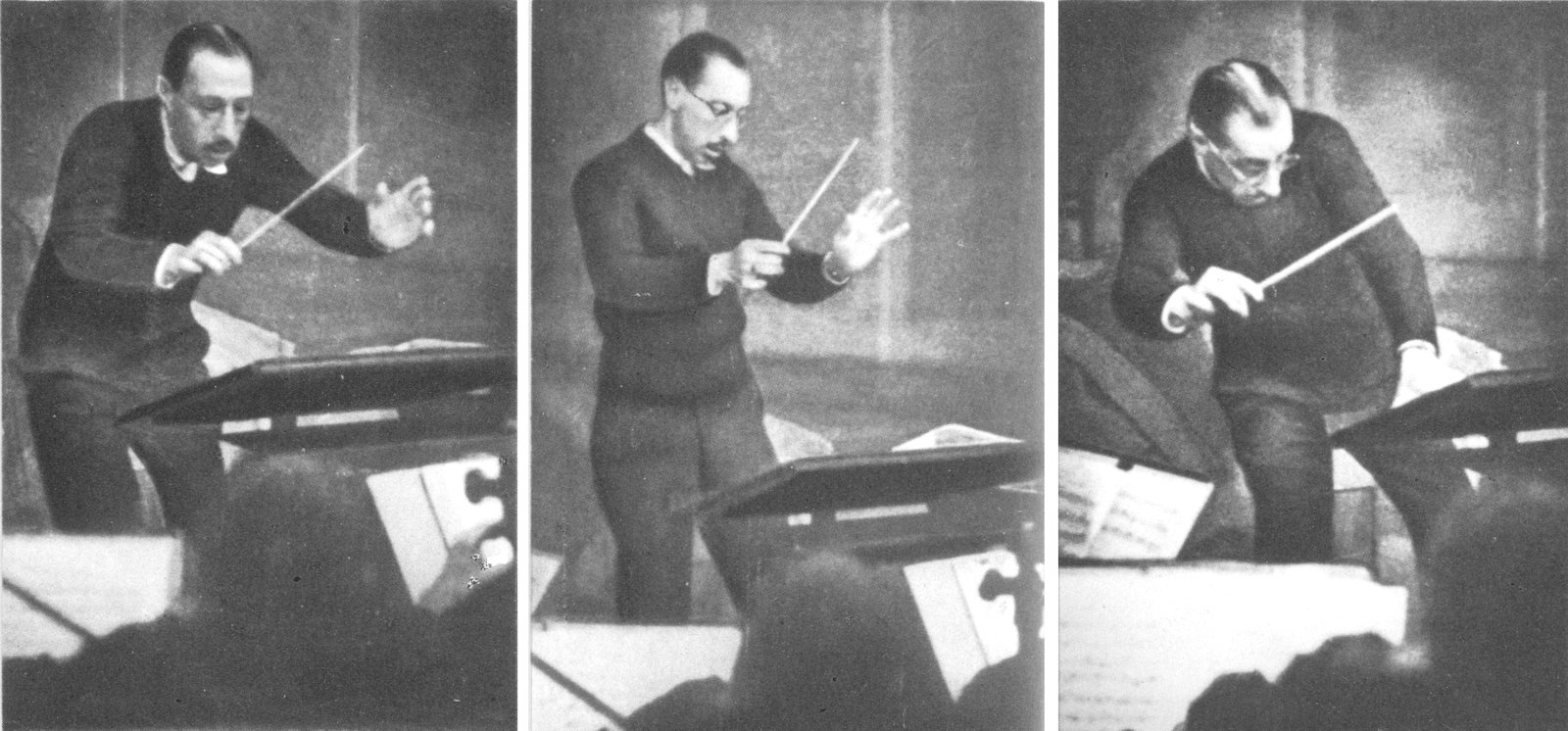
Ígor Stravinski (a la foto) va ser, al costat d'Edgard Varèse i Anton Webern, una gran influència per a Zappa.

Zappa es va unir a la seva primera banda, The Ramblers, a l'escola Mission Bay High School de Sant Diego com a bateria. Per aquesta mateixa època, els seus pares li van comprar un fonògraf, que el va ajudar a desenvolupar el seu interès per la música i a començar a formar la seva col·lecció de LP. Les seves primeres adquisicions van ser senzills de R&B, amb els quals va començar una col·lecció que l'acompanyaria la resta de la seva vida. S'interessava per tots els sons en general, i pels de la bateria i la percussió en particular. Quan tenia dotze anys, va obtenir una caixa orquestral i va començar a aprendre nocions bàsiques de percussió orquestral. El seu profund interès per la música clàssica moderna va començar quan va llegir un article de la revista Look que tractava sobre l'àlbum de Varèse The Complete Works of Edgard Varèse, Volume One, disc publicat per EMS Recordings a l'octubre de 1950. L'article descrivia la composició de percussió d'Edgard Varèse Ionisation com "una estranya mescla de tambors i altres sons desagradables". Zappa va decidir aprofundir en la música de Varèse. Després de buscar durant un any, Zappa va trobar una còpia de l'àlbum, sent l'inici de la seva passió que mantindrà per sempre per la música de Varèse i d'altres compositors de música clàssica moderna.
Zappa va créixer influït per compositors d'avantguarda com Varèse, Ígor Stravinski i Anton Webern, grups de R&B, doo wop i jazz modern. El seu propi passat ètnic i la diversa mescla social i cultural de la zona de Los Angeles van ser crucials en la formació de Zappa en la música underground i culpables de la seva posterior animadversió cap als corrents socials, polítics i musicals generalistes. Sovint criticava i ridiculitzava estils musicals com la psicodèlia, l'òpera rock o la música disco.

## Inicis (1955-1960)
En 1956, la família Zappa es va mudar a Lancaster, Califòrnia, un petit poble del desert de Mojave, prop de la base aèria Edwards. La mare de Frank li va fer costat en els seus interessos musicals, i encara que no li agradava la música de Varèse, va ser prou indulgent per a aconseguir una conferència telefònica amb el compositor com a regal per al quinzè aniversari del seu fill. Desafortunadament, Varèse estava de viatge a Europa en aquell moment, així que Zappa va parlar amb la seva dona. Després, Frank va rebre una carta de Varèse agraint-li l'interès i explicant-li detalls sobre la seva nova composició, anomenada "Déserts". Vivint en un poble prop del desert, a Zappa això li va resultar molt emocionant. Varèse el va convidar a visitar-lo si en algun moment anava a Nova York, però la trobada no va tenir lloc mai, ja que Varèse va morir el 1965. En Zappa va emmarcar la carta i la va tenir exposada la resta de la seva vida.

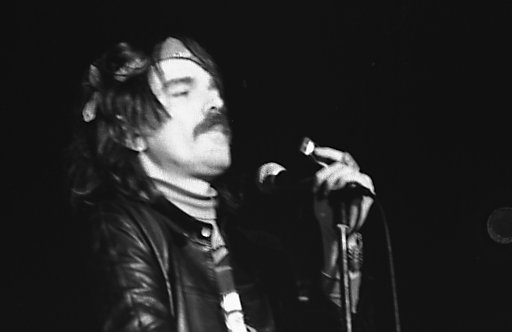
Frank Zappa va conèixer a Captain Beefheart al començament de la seva carrera musical.

A l'escola Antelope Valley High School, Zappa va conèixer a Don Vliet (que després estendria el seu nom a Don Van Vliet i adoptaria el nom artístic de Captain Beefheart). Zappa i Vliet es van fer amics, compartint el seu interès pels àlbums de R&B i influint-se l'un a l'altre musicalment al llarg de les seves respectives carreres. En aquesta mateixa època, Zappa va començar a tocar la bateria en una banda local, The Blackouts. La banda era racialment diversa, i incloïa en les seves files a Euclid James "Motorhead" Sherwood, que després seria membre de The Mothers of Invention. Zappa va començar a interessar-se cada vegada més per la guitarra. Entre les seves primeres influències hi havia Johnny "Guitar" Watson, Howlin' Wolf i Clarence Gatemouth Brown. Watson va aparèixer en diversos dels àlbums de Zappa al llarg dels anys 70 i 80. Zappa comparava fer solos de guitarra amb fer "escultures a l'aire", i va crear un estil eclèctic, innovador i personal.
L'interès de Zappa a compondre i fer arranjaments va augmentar en els seus últims anys d'escola. El seu últim any, estava component, arreglant i dirigint peces d'avantguarda per a l'escola. Es va graduar a l'Antelope Valley High School el 1958 i més tard esmentaria a dos dels seus professors de música a la contraportada del seu àlbum del 1966, Freak Out!. A causa dels seus constants canvis de domicili, Zappa va estudiar a sis escoles secundàries, i com a estudiant s'avorria amb freqüència i distreia a la resta dels seus companys. Va deixar els seus estudis a la universitat estatal després del primer semestre, i va mantenir des de llavors una actitud de menyspreu envers l'educació formal, fins al punt d'arribar a treure als seus propis fills de l'escola quan tenien quinze anys.
Zappa se'n va anar de casa el 1959, i es va mudar a un petit apartament a Echo Park, Los Angeles. Després de conèixer Kathryn J. "Kay" Sherman durant la seva època d'universitat, van anar a viure junts a Ontario, Califòrnia, i es van casar el 28 de desembre del 1960. Va treballar durant un curt període en l'àmbit de la publicitat, cosa que el va fer interessar en la presentació visual dels seus propis treballs, i va dissenyar algunes de les portades i va dirigir els seus propis videoclips i pel·lícules.

## Anys 60

### Principis dels anys 60: Studio Z
Zappa va intentar guanyar-se la vida com a músic i compositor, fent concerts on podia, de vegades amb una remodelada formació de The Blackouts. Econòmicament van ser més profitosos els seus primers enregistraments professionals: dues bandes sonores per a les pel·lícules de baix cost The World's Greatest Sinner (1962) i Run Home Slow (1965). La primera va ser encarregada per l'actor i productor de cinema Timothy Carey i gravada el 1961. Inclou molts temes que apareixerien en posteriors àlbums de Zappa. La segona es va gravar el 1963 després que la pel·lícula ja estigués acabada, però l'hi havia encarregat un dels seus antics professors d'institut el 1959, cosa que fa pensar que Zappa podria haver-hi treballat ja abans que es rodés. Algunes peces d'aquesta banda sonora apareixen en el seu àlbum pòstum de 1996, The Lost Episodes.
A principis dels anys 60, Zappa va compondre i va produir cançons per a artistes d'àmbit local, treballant sovint amb el cantant i compositor Ray Collins i el productor Paul Buff. Amb aquest últim va produir el tema "Memories of El Monte", que va ser gravat per The Penguins. Buff era el propietari d'un petit estudi d'enregistrament a Cucamonga, Califòrnia, que incloïa una gravadora de cinc pistes que ell mateix havia construït. En aquells temps, només un grapat d'estudis, els més comercials, posseïen un equip d'enregistrament multipista; l'habitual era que els estudis més petits gravessin en mono o en dues pistes. Encara que cap dels seus enregistraments d'aquesta època va aconseguir èxit comercial, Zappa va guanyar diners suficients per permetre's executar un concert amb la seva música d'orquestra el 1963 i gravar-lo. Aquest mateix any va aparèixer en l'Steve Allen Show, tocant una bicicleta com a instrument. Amb Captain Beefheart, Zappa va gravar alguns temes amb el nom de The Soots. La discogràfica Dot Records va descartar la banda per no tenir "potencial comercial"; una cita que Zappa utilitzaria més endavant a Freak Out!.
El 1964, després que el seu matrimoni comencés a anar malament, va començar a treballar més de dotze hores al dia en un estudi gravant i experimentant amb tècniques noves d'enregistrament d'àudio. Aquest patró de treball el mantindria la resta de la seva vida. Gràcies als ingressos que li aportaven les seves composicions per a pel·lícules, Zappa es va fer càrrec de l'estudi de Paul Buff, que estava treballant amb Art Laboe a Original Sound, reanomenant l'estudi com a Studio Z. Studio Z rares vegades treballava amb altres artistes que no fossin el mateix Zappa, si no és que es tractés d'amics seus, com ara James "Motorhead" Sherwood. Zappa, també va començar a treballar com a guitarrista per un power trio anomenat The Muthers, actuant a bars locals per poder seguir finançant-se.
Un article a la premsa local que descrivia Zappa com "The Movie King of Cucamonga" (El rei de les pel·lícules de Cucamonga) va fer que la policia sospités que realitzava pel·lícules pornogràfiques. El març de 1965, un agent encobert del departament d'antivici va oferir a Zappa 100 dòlars perquè produís una cinta d'àudio eròtica, suposadament per a un comiat de solters. Zappa i una amiga van gravar la cinta, i a l'hora de lliurar-la el van arrestar. La policia va fer un escorcoll de l'estudi d'enregistrament i va requisar tot el material gravat. La premsa havia sigut avisada prèviament, i l'endemà el diari The Daily Report va escriure que el Departament d'antivici havia trobat material pornogràfic i que havia detingut a un director de cinema. Zappa va haver de defensar-se d'una acusació de "conspiració per a produir pornografia". Aquest càrrec va ser reduït i va ser sentenciat a sis mesos de presó per un delicte menor, dels quals només va haver de complir deu dies. Això li va deixar una marca personal permanent, que va ser clau en el seu posterior antiautoritarisme. Zappa va perdre diversos enregistraments fets a l'Studio Z en el procés, ja que la policia només va retornar unes trenta de les vuitanta hores d'enregistrament que havien requisat. Ja no podia permetre's el lloguer de l'estudi i va ser desnonat. Va aconseguir recuperar la majoria de les seves possessions abans que l'estudi s'enderroqués el 1966.

### Finals dels anys 60: The Mothers of Invention
El 1965, Zappa va rebre la proposta de Ray Collins d'unir-se com a guitarrista a una banda local de R&B anomenada The Soul Giants. Zappa va acceptar, assumint gairebé des del començament el lideratge del grup, i aportant també la seva veu a les cançons, encara que mai es va considerar a si mateix com a cantant. Va convèncer els altres membres que havien de tocar les seves pròpies composicions per augmentar les possibilitats d'aconseguir un contracte discogràfic. La banda va canviar el seu nom inicial a The Mothers, curiosament coincidint amb el Dia de la Mare als Estats Units. Després d'associar-se amb el mànager Herb Cohen, van incrementar el seu nombre d'actuacions, mentre a poc a poc es guanyaven l'atenció de la naixent escena underground de Los Angeles. A principis de 1966, el productor discogràfic Tom Wilson els va veure mentre interpretaven una cançó que parlava dels disturbis de Watts, "Trouble Every Day", i va decidir ocupar-se de la banda. Wilson havia adquirit renom per haver produït al cantant i compositor Bob Dylan i al duo de folk rock Simon & Garfunkel.
Gràcies a Wilson, The Mothers van aconseguir un contracte amb Verve Records, pertanyent a MGM Records, que s'especialitzava en jazz modern i intentava obrir-se camí en un àmbit més pop-rock. La companyia Verve va insistir que la banda canviés oficialment el seu nom a "The Mothers of Invention", ja que "Mother", en slang, era un abreujament de motherfucker, un terme que, a part del seu significat blasfem, pot al·ludir a un músic expert.

### Àlbum de debut:Freak Out!
Amb Wilson com a productor, The Mothers of Invention i una orquestra d'estudi van gravar el doble àlbum Freak Out! el 1966. Era una mescla de R&B, doo wop i sons experimentals que mostraven la subcultura del moment a Los Angeles. L'àlbum va establir immediatament a Zappa com algú radicalment nou en l'escena de la música rock, sent un antídot a la "inexorable cultura consumista americana". El so era cru, però els arranjaments eren sofisticats, quedant alguns dels músics de sessió sorpresos en haver de llegir la música i ser dirigits per Zappa, cosa que no era gens habitual als enregistraments de rock. Les lletres eren inconformistes, antiautoritàries, i amb un marcat estil dadaista, però deixant lloc a algunes lletres d'amor. La majoria de les composicions eren de Zappa, cosa que serà la norma al llarg de la seva carrera artística. Zappa tenia el control absolut dels arranjaments i les decisions musicals i va fer una gran part de la producció, mentre que Wilson aportava la seva influència i connexions dins de la indústria discogràfica per aconseguir el finançament necessari.
Durant l'enregistrament de Freak Out!, Zappa es va mudar a una casa a Laurel Canyon a Los Angeles amb la seva amiga Pamela Zarubica, que també apareixia a l'àlbum. La casa es va convertir en punt de reunió de molts músics i groupies de l'escena de L.A. Encara que molts dels músics de l'època consumien drogues, Zappa els etiquetava com "assholes in action" (estúpids en acció), i només va arribar a provar la marihuana en unes poques ocasions. No obstant això, va ser fumador de tabac durant gairebé tota la seva vida, i va ser molt crític amb les campanyes antitabac, considerant-les com a invencions dels yuppies. Després d'una curta gira després del llançament de Freak Out!, Zappa va conèixer a Adelaide Gail Sloatman, de qui es va enamorar, segons les seves pròpies paraules, "en un parell de minuts". Sloatman es va mudar a la casa de Laurel Canyon a l'estiu de 1966 i van casar-se el 1967.
Wilson va produir el següent àlbum, Absolutely Free (1967), gravat al novembre de 1967 i mesclat a Nova York. Contenia cançons llargues interpretades per The Mothers of Invention i se centrava en cançons que definien l'estil de compondre de Zappa, introduint canvis rítmics abruptes dins de les cançons. Exemples d'això són "Plastic People" i "Brown Shoes Don't Make It", que contenien lletres molt crítiques amb la hipocresia de la societat americana, però també sobre la contracultura dels anys 60. Tal com va dir Zappa:
| « | Som sàtirs i som aquí per satiritzar-ho tot. | » |

Al mateix temps, Zappa havia gravat material per a un àlbum autoproduït basat en treballs orquestrals, amb la intenció de publicar-lo amb el seu nom i sense The Mothers. Per culpa de problemes amb clàusules del contracte, els enregistraments van ser guardats i no apareixerien fins a finals de 1967. Zappa va aprofitar per fer canvis radicals en el contingut, afegint diàlegs improvisats gravats més tard per finalitzar el seu àlbum de debut com a artista en solitari, Lumpy Gravy, de 1968 (publicat amb el nom Francis Vincent Zappa). "És un projecte musical increïblement ambiciós", "un monument a John Cage", que barreja composicions orquestrals amb paraula parlada i sorolls electrònics aconseguits mitjançant tècniques radicals d'edició d'àudio.

### Època de Nova York
The Mothers of Invention van tocar a Nova York a finals del 1966 i se'ls va oferir un contracte per actuar durant Setmana Santa al Teatre Garrick el 1967. Va resultar un gran èxit, per la qual cosa Herb Cohen els va ampliar el contracte a sis mesos. Com a resultat, Zappa i la seva dona, juntament amb The Mothers of Invention, es van traslladar a Nova York. Els seus espectacles es van convertir en una combinació d'improvisacions centrant-se en els talents individuals dels components de la banda i les composicions de Zappa. Tot això, dirigit pels famosos senyals amb les mans de Zappa. Les actuacions d'artistes convidats i la participació del públic es van convertir en coses habituals en els concerts del Teatre Garrick. Una nit, Zappa va fer pujar a l'escenari un grup pertanyent al Cos de Marines dels Estats Units, on van procedir a desmembrar una nina inflable, a instàncies de Zappa, que els havia dit que s'imaginessin que era una noia gook (sent gook un terme despectiu que s'utilitzava per anomenar a les persones no-nord-americanes en època de guerra).
Establert el grup a Nova York, i amb l'única interrupció de la primera gira europea de la banda, The Mothers of Invention van gravar el 1968 l'àlbum We're Only in It for the Money, sovint citat com el més exitós dels treballs de la banda de finals de la dècada dels anys 60. Va ser produït per Zappa, apareixent Wilson en els crèdits com a productor executiu. A partir d'aquest moment, Zappa produiria tots els àlbums de The Mothers of Invention i els que feia com a artista en solitari. A We're Only in It for the Money hi ha algunes de les composicions més creatives a nivell de producció i d'edició que s'haguessin sentit fins llavors a la música pop, i les cançons satirizaven de forma descarada l'època hippie i el fenomen flower power. La portada, obra de Cal Schenkel, parodiava la de l'àlbum Sgt. Pepper's Lonely Hearts Club Band de The Beatles. Aquesta va ser la primera d'una llarga llista de col·laboracions, ja que Schenkel va dissenyar nombroses portades tant per a Zappa com per a The Mothers of Invention.
Reflectint l'eclecticisme de Zappa, el següent àlbum, Cruising with Ruben & the Jets de 1968, va ser molt diferent. És una col·lecció de cançons doo wop que va dividir els crítics, no sabent si definir-lo com una sàtira o un tribut. Part d'un tema de la consagració de la primavera de Stravinsky sona en una de les cançons. Zappa ha dit que l'àlbum va ser concebut a la manera en què Stravinsky componia en la seva època neoclàssica:
| « | Si ell podia agafar les formes i clixés de l'època clàssica i pervertir-los, per què no fer el mateix amb el doo wop dels anys cinquanta? | » |

A Nova York, va utilitzar molt l'edició d'àudio com a part de les seves composicions. Es pot trobar un exemple clar en el seu doble àlbum Uncle Meat de 1969, on la pista "King Kong" s'edita a partir de diversos enregistraments diferents d'estudi i en directe. Zappa gravava de forma habitual els seus concerts, amb la qual cosa utilitzava l'edició per superposar aquests enregistraments damunt de material d'estudi i viceversa. Més endavant, va començar a combinar enregistraments de diferents composicions per convertir-les en composicions noves, sense importar que el tempo anés diferent. Anomenava aquest procés "xenochrony" (sincronitzacions estranyes). Zappa també va encunyar el terme continuïtat conceptual, referint-se al fet que qualsevol projecte o àlbum formava part d'un projecte més ampli. Tot estava connectat, i temes musicals i lletres de cançons apareixien en formes diferents en posteriors treballs. Aquesta continuïtat conceptual es troba al llarg de la seva extensa obra en molts moments. A la fi de la dècada dels 1960, Zappa va seguir endinsant-se més en la indústria de la música, formant amb Herb Cohen els segells discogràfics Bizarre Records i Straight Records, per a poder seguir finançant projectes i per a tenir el control absolut de la creativitat de la seva música. Zappa va produir el doble àlbum Trout Mask Replica per a Captain Beefheart, àlbums d'Alice Cooper, Wild Man Fischer i The GTOs, a més de l'últim enregistrament en directe de Lenny Bruce.

### Separació de The Mothers of Invention
Zappa i The Mothers of Invention van tornar a Los Angeles l'estiu de 1968, i els Zappa es van mudar a una casa al bulevard de Laurel Canyon, per després mudar-se a la tardor a Woodrow Wilson Drive, sent aquesta última la residència de Zappa fins a la seva mort. Malgrat tenir molt d'èxit a Europa, la banda no passava per un bon moment econòmic. Els àlbums estaven enfocats als arranjaments vocals, però Zappa componia per als seus concerts música de tall jazzístic i clàssic, cosa que confonia a l'audiència.

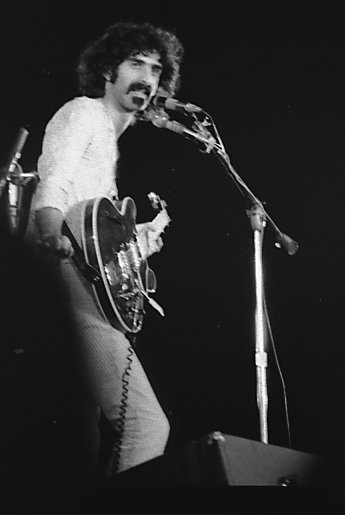
Zappa al començament de 1970 a París.

El 1969 eren nou membres fixes a la banda i Zappa estava sufragant-la econòmicament, gràcies als royalties, fessin concerts o no. A finals del 1969, Zappa va dissoldre la banda. Sovint va esmentar els problemes financers com la principal raó, encara que també va esmentar la falta d'esforç dels músics de la banda. Molts d'ells no van estar d'acord amb la decisió de Zappa, interpretant-ho com un indicador que prioritzava la perfecció per davant del sentiment. Altres estaven molests pel seu mètode autòcrata, manifestat, per exemple, en el fet que Zappa mai pernoctava al mateix hotel que els seus companys de banda. Així i tot, alguns d'aquests músics van tocar per Zappa posteriorment. Material d'aquesta última època es va editar en dos àlbums del 1970, Weasels Ripped My Flesh i Burnt Weeny Sandwich.
Després de dissoldre's The Mothers of Invention, Zappa va editar l'àlbum en solitari Hot Rats el 1969. Inclou, per primera vegada en enregistraments d'estudi un solo de guitarra de Zappa, a més d'una de les seves composicions més reconegudes, "Peaches En Regalia", que apareix en diversos enregistraments posteriors. Els músics de sessió de l'àlbum inclouen a músics de jazz, blues i R&B, com el violinista Don "Sugarcane" Harris, el bateria Paul Humphrey, el multiinstrumentista i previ membre de The Mothers of Invention Ian Underwood, i el multiinstrumentista Shuggie Otis tocant el baix, a part d'una aparició de Captain Beefheart, aportant la veu a l'únic tema no-instrumental de l'àlbum, "Willie the Pimp". Va tenir cert èxit al Regne Unit i una gran influència en el posterior desenvolupament del gènere de fusió jazz rock.

## Anys 70
El 1970 Zappa va conèixer al director d'orquestra indi Zubin Mehta i van organitzar per al maig d'aquell any un concert on Mehta dirigia a l'Orquestra Filharmònica de Los Angeles amb el suport d'una banda de rock. Zappa va declarar que la majoria de la música va ser composta en habitacions de motel mentre estava de gira amb The Mothers of Invention, cosa que en part queda reflectit a en la pel·lícula 200 Motels. Encara que el concert va ser un èxit, l'experiència de treballar amb una orquestra simfònica no va ser positiva segons Zappa. Aquesta insatisfacció va predominar al llarg de la seva carrera, ja que sovint pensava que el capital invertit a plasmar la seva música clàssica en directe rarament donava el resultat esperat.

### Renaixement de The Mothers i el cinema
A la fi de 1970, Zappa va formar una nova versió de The Mothers (d'aquí d'ara endavant, majorment, va deixar d'utilitzar "of Invention"). Incloïa al bateria britànic Aynsley Dunbar, el teclista de jazz George Duke, Ian Underwood, Jeff Simmons (baix, guitarra rítmica) i a tres membres de The Turtles: el baixista Jim Pons, i els cantants Mark Volman i Howard Kaylan, els qui, per constants problemes de contracte, van adoptar el nom artístic de "The Phlorescent Leech and Eddie", o "Flo & Eddie".

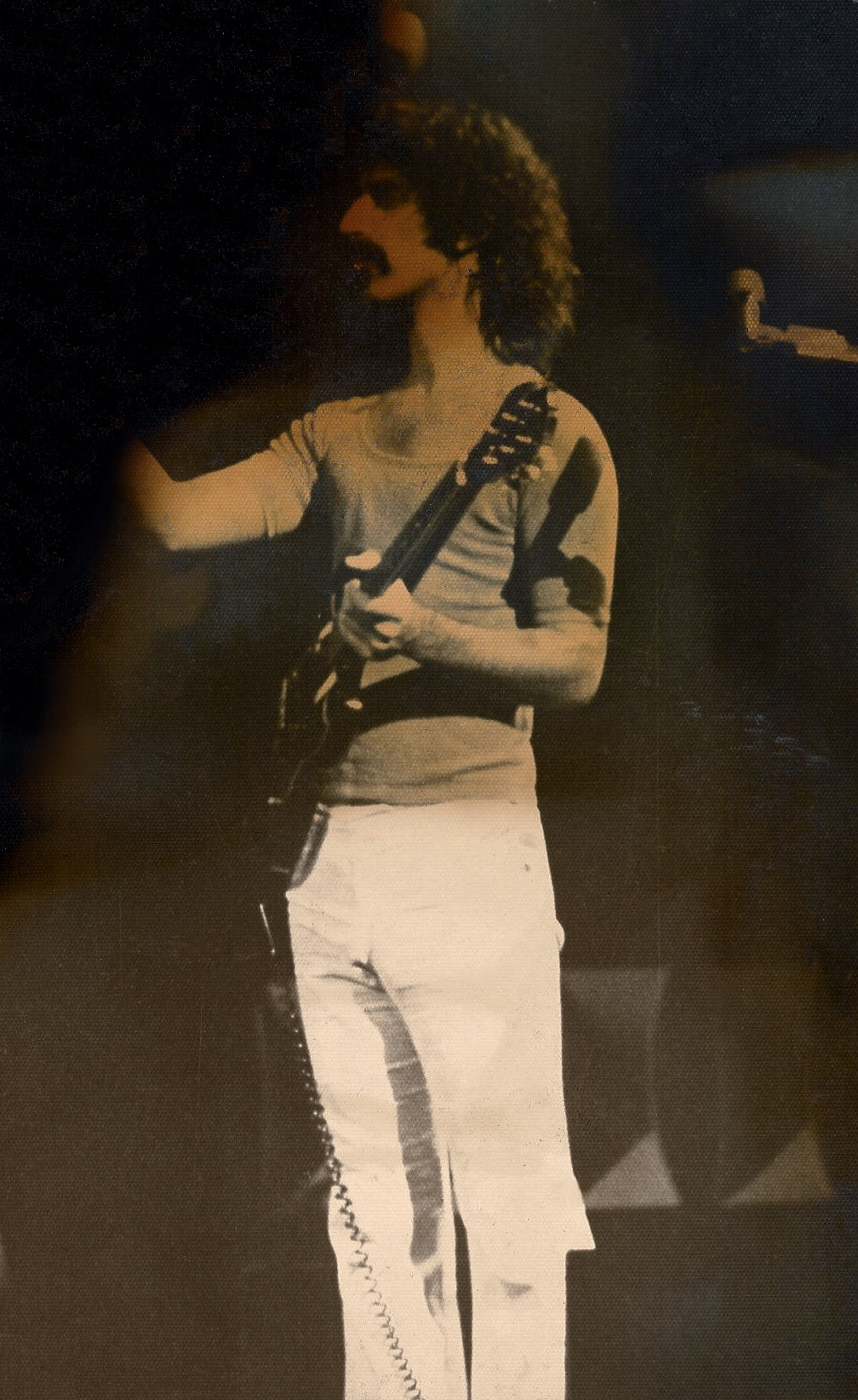
Zappa al Fillmore el 5 de juny de 1971.

Aquesta formació de The Mothers va debutar en el següent àlbum en solitari de Zappa, Chunga's Revenge, de 1970, que va ser seguit pel doble àlbum compost com a banda sonora de la pel·lícula 200 Motels en 1971, en el qual, a part de The Mothers, també participaven l'Orquestra Filharmònica Real, Ringo Starr, Theodore Bikel i Keith Moon. Codirigida per Zappa i Tony Palmer, la pel·lícula va ser rodada en una setmana als estudis Pinewood als afores de Londres. Va haver-hi tensions entre Zappa i membres del repartiment i del personal tècnic abans i durant el rodatge, arribant fins i tot al fet que Palmer volgués que es retirés el seu nom dels crèdits. La pel·lícula tracta de forma superficial la vida a la carretera de les estrelles de rock en gira. Va ser, a més, la primera pel·lícula gravada en video i transferida després a pel·lícula de 35 mm, procés que permetia la inclusió d'alguns efectes visuals. Va rebre crítiques contradictòries. La banda sonora se centrava en la música d'orquestra. La insatisfacció de Zappa amb el món de la música clàssica es va intensificar en gran manera quan un concert, programat per dur-se a terme en el Royal Albert Hall després de la filmació, va ser cancel·lat perquè un representant de l'esdeveniment pensava que algunes de les lletres eren obscenes. En 1975, va posar una querella al Royal Albert Hall per incompliment de contracte.
Després de 200 Motels, la banda va començar una gira, que va donar com a resultat dos àlbums en directe, Fillmore East - June 1971 i Just Another Band From L.A. Aquest darrer incloïa la pista de vint minuts de durada "Billy the Mountain", una sàtira sobre l'òpera rock. Aquest tema era representatiu de la teatralitat de la banda, que utilitzava cançons per crear gags basats en escenes de 200 Motels o noves situacions, freqüentment dedicats a les trobades amoroses de la banda en la carretera.

### Accidents i seqüeles

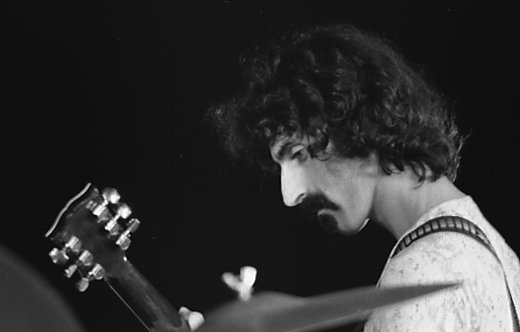
Zappa amb Mothers of Invention, Theatre de Clichy, París, 1970-1972.

Al desembre de 1971, va haver-hi dos seriosos girs en la seva carrera. Durant una actuació en el Casino de Montreux a Suïssa, l'equipament de The Mothers va ser destruït quan una bengala disparada per una persona del públic va incendiar per complet el casino, succés que va ser immortalitzat en la cançó "Smoke on the Water" de Deep Purple. Després d'una setmana de descans, The Mothers van tocar al Teatre Rainbow de Londres amb equipament llogat. En aquesta ocasió, un membre del públic va empènyer a Zappa fora de l'escenari, caient al sòl de ciment del fossat de l'orquestra. Zappa va patir fractures serioses, traumatisme cranial i lesions a l'esquena, cama i coll, a més d'un cop a la laringe que el va fer perdre un interval musical d'una tercera major, és a dir, dos tons, després de la seva recuperació. Aquest accident el va deixar lligat a una cadira de rodes durant més de mig any, allunyant-lo de la seva gira. En el concert de tornada al setembre de 1972, encara portava una fèrula a la cama, coixejava i no podia romandre dempeus molt de temps. Zappa va esmentar que una de les cames, li va acabar quedant més curta (cosa que referencia en les seves cançons "Zomby Woof" i "Dancin' Fool"), sent resultat d'això un dolor crònic d'esquena. Mentrestant, The Mothers van quedar aturats i finalment van formar l'essència de la banda de Flo and Eddie.
Al llarg del 1971 i el 1972, Zappa va editar dos àlbums fortament orientats al jazz, Waka/Jawaka i The Grand Wazoo, que van ser gravats durant el seu descans dels escenaris, usant un gran nombre de músics de sessió diferents. Musicalment s'assemblen a l'àlbum Hot Rats. Zappa va començar a girar de nou a la fi de 1972, sent les seves primeres actuacions al setembre, recolzat per una big band de vint músics anomenada The Grand Wazoo. Això va anar seguit d'una minigira de cinc setmanes pels Estats Units, amb una versió reduïda del personal en escena, anomenada The Petit Wazoo. Enregistraments d'aquestes bandes no van aparèixer fins a més de trenta anys després, en els àlbums Wazoo (2007) i Imaginary Diseases (2006), respectivament.

### Èxit de vendes
Zappa va fer diverses gires amb diferents agrupacions amb músics com Ian Underwood (teclats), Ruth Underwood (vibráfono, marimba), Sal Marquez (trompeta, veus), Napoleon Murphy Brock (saxofon, flauta i veus), Bruce Fowler (trombó), Tom Fowler (baix), Chester Thompson (Bateria), Ralph Humphrey (bateria), George Duke (teclats, veus) i Jean-Luc Ponty (violí).
Cap al 1973, els seus dos segells discogràfics, Bizarre Records i Straight Records, desapareixen per donar lloc a DiscReet Records, creats per Zappa i Cohentambé com a branca de Warner Bros. Zappa va continuar produint molt al llarg dels 1970, incloent l'àlbum en solitari Apostrophe (') de 1974, que va arribar a la desena posició la llista Billboard, ajudat en part pel senzill "Don't Eat The Yellow Snow". Altres àlbums de l'època són Over-Nite Sensation de 1973, que incloïa alguns dels temes que després tocaria amb assiduïtat en els seus concerts, i els àlbums Roxy & Elsewhere (1974) i One Size Fits All (1975) replets de versions de les sempre canviants cançons de The Mothers, i que són notables per les seves cançons de jazz fusion de gran complexitat, com a "Inca Roads", "Echidna's Arf (Of You)" i "Be-Bop Tango (Of the Old Jazzmen's Church)". Un enregistrament en viu de 1974, You Can't Do That on Stage Anymore, Vol. 2 de 1988, capta aquesta "excel·lència i esperit de la banda entre 1973 i 1975".
El 1974 actuà per primera volta a Catalunya, al Pavelló d'Ausiàs March de Badalona: organitzat per Gay & Co, els quals s'inventaren les lletres per a què passaren la censura, la policia franquista carregà contra els cinc mil assistents al concert.
Zappa va editar Bongo Fury el 1975, que contenia temes gravats en directe d'una gira d'aquest mateix any que el va reunir amb Captain Beefheart per un curt període. Després, van perdre contacte durant anys, encara que el van recuperar al final de la vida de Zappa.

### Mals negocis i les gires

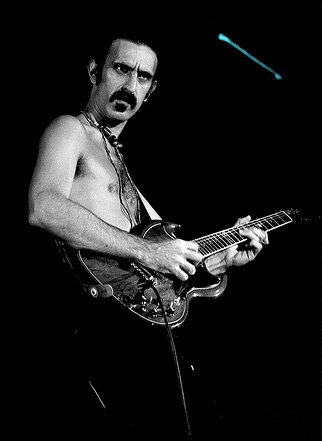
Frank Zappa a l'Armadillo World Headquarters, Austin, Texas el 1977.

La relació de Zappa amb el seu mánager Herb Cohen va acabar el 1976. La ruptura va ser amarga, ja que Zappa va acabar querellant-se contra Cohen per signar contractes d'actuacions amb els quals no estava d'acord i per temes econòmics relacionats amb el segell discogràfic DiscReet Records. En resposta, Cohen també va interposar una querella contra Zappa, cosa que va fer que es congelessin els diners que Zappa i Cohen havien guanyat d'un acord amb MGM sobre els drets dels enregistraments de The Mothers of Invention. També va deixar a Zappa sense accés als seus anteriors enregistraments mentre durés el judici. Per això, Zappa va decidir portar directament a Warner Bros l'enregistrament de Zoot Allures, àlbum del 1976.
Alguns concerts, com els prevists a Badalona el 15 i 16 de març d'aquell any —i a Bilbao el 17, el darrer de la gira europea—, se suspengueren.
A mitjan anys 1970 va preparar material per a un projecte de quatre àlbums anomenat Läther, que cobria tots els aspectes de la música de Zappa, amb temes de rock, treballs orquestrals, instrumentals complexos i solos de guitarra amb distorsió. Warner al principi es va negar a llançar el cuádruple àlbum. Zappa va aconseguir un acord amb Mercury-Phonogram i es va preparar la primera edició per al dia de Halloween de 1977, però Warner va frenar el llançament al·legant tenir els drets del material. La resposta de Zappa va ser aparèixer en una ràdio de Pasadena, permetent-los emetre tot l'àlbum Läther, animant als oients a gravar-lo en cintes. Això va anar seguit d'un judici entre Warner i Zappa, per la qual cosa cap material de Zappa es va publicar en més d'un any. Finalment, Warner va editar la major part de Läther en contra de la voluntat de Zappa en quatre àlbums amb promoció limitada. Läther va ser editat pòstumament el 1996.
Encara que Zappa al final va aconseguir els drets de tot el seu material creat sota els contractes amb MGM i Warner Bros, tots aquests problemes legals van fer que la seva única font d'ingressos fossin els concerts, que, per tant, va fer de forma constant entre 1975 i 1977 amb bandes relativament petites, orientades bàsicament cap al rock. El bateria Terry Bozzio es va convertir en un membre fix de la banda, Napoleon Murphy Brock hi va ser força temps i el baixista original de The Mothers of Invention Roy Estrada també s'hi va unir. Uns altres dels músics d'aquesta època inclouen al baixista Patrick O'Hearn, al cantant i guitarrista Ray White i al teclista Eddie Jobson. El desembre de 1976, Zappa va fer una aparició al programa televisiu de la cadena NBC Saturday Night Live. Les actuacions incloïen una improvisació amb l'integrant del programa John Belushi durant l'execució del tema "The Purple Lagoon".

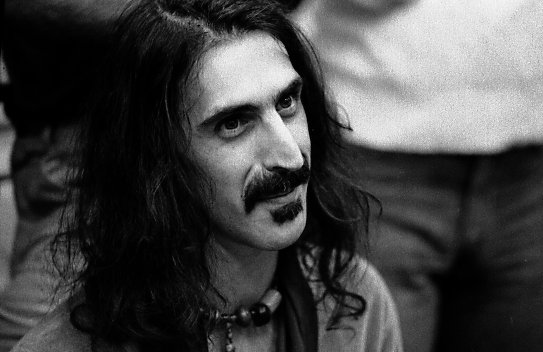
Zappa a Toronto el 24 de setembre de 1977.

La banda de Zappa del moment, amb l'addició de Ruth Underwood i una secció de vent (amb Michael i Randy Brecker), va tocar el nadal a Nova York, concert recollit en l'àlbum editat per Warner Bros. Zappa in New York, de 1978. Mescla cançons instrumentals com "The Black Page" i cançons humorístiques com "Titties and Beer". "The Black Page", escrita originalment per a bateria, però després desenvolupada per ser tocada amb bandes més grans, és notable per la seva complexitat en la seva estructura rítmica i els seus canvis dràstics de tempo.
Zappa in New York incloïa una cançó sobre el criminal sexual Michael H. Kenyon, "The Illinois Enema Bandit". Com a moltes de les cançons de l'àlbum, contenia nombroses referències de tipus sexual, portant a molts crítics a oposar-se i sentir-se ofesos pel contingut. Zappa sortejava les crítiques dient que era com un periodista informant de la vida tal com ell la veia. Anticipant-se a la seva posterior lluita contra la censura, va dir:
| « | Què es pot esperar d'una societat que es tan primitiva que s'aferra a la creença que certes paraules del llenguatge són tan poderoses que et poden corrompre només pel fet d'escoltar-les? | » |

La resta dels àlbums llançats per Warner Bros. sense el consentiment de Zappa van ser Studio Tan el 1978 i Sleep Dirt el 1979, que contenien complexes suites de melodies instrumentals gravades entre 1973 i 1976. També van llançar Orchestral Favorites el 1979, que consistia en enregistraments d'un concert amb orquestra del 1975. Al març d'aquell any actuà al Palau Municipal d'Esports de Barcelona, un concert ressenyat per Àngel Casas per a la revista Vibraciones en el qual es dedicà a dirigir el seu grup en compte d'interpretar.

### Zappa com a artista independent
Un cop resoltes les disputes de forma favorable, Zappa va acabar els anys 1970 "més fort que mai", editant dos dels àlbums més exitosos de la seva carrera el 1979: el més venut, Sheik Yerbouti, i l'"obra mestra", Joe's Garage. El doble àlbum Sheik Yerbouti va ser el primer a editar-se sota el segell discogràfic Zappa Records, i contenia el senzill nominat a un Grammy "Dancin' Fool", que va arribar al número 45 de la llista Billboard dels Estats Units, i "Jewish Princess", que va rebre atenció quan una signatura d'advocats d'origen jueu, en representació de la Anti-Defamation League (La lliga antidifamació), va intentar que la cançó no es retransmetés per al·legar que la seva lletra era de contingut antisemita. Zappa ho va negar amb vehemència arribant a dir d'ells que eren "una organització sorollosa que intenta ficar pressió a la gent per crear una imatge estereotipada dels jueus". L'èxit comercial de l'àlbum es va deure en gran manera a la cançó "Bobby Brown". A causa de la seva lletra sobre una trobada entre un jove i una "lesbiana anomenada Freddie", la cançó no va ser difosa als Estats Units, però va tenir èxit en algunes llistes europees on l'anglès no era idioma oficial. El triple LP Joe's Garage comptava amb el cantant Ike Willis com la veu del personatge "Joe" en l'òpera rock que tractava sobre els perills dels sistemes polítics, i la supressió de la llibertat d'expressió. La música estava en part inspirada per la revolució Islàmica que havia il·legalitzat la música en aquells moments i pel punt de vista dels americans envers el sexe.> L'àlbum conté cançons de rock com "Catholic Girls" (una contestació insolent a les controvèrsies creades amb la cançó "Jewish Princess"), "Lucille Has Messed My Mind Up" i "Joe's Garage". A més l'àlbum està replet d'improvisacions de guitarra gravades en viu combinades amb els enregistraments de la banda d'estudi, dominada pel bateria Vinnie Colaiuta. L'àlbum conté una de les peces de guitarra més famoses de Zappa, "Watermelon in Easter Hay".
El 21 de desembre de 1979 es va estrenar a Nova York la pel·lícula de Zappa Baby Snakes. A la portada hi deia: "Una pel·lícula sobre gent que fa coses que no són normals". La pel·lícula, de 160 minuts de durada, està basada en enregistraments realitzats a concerts de Nova York el 1977. També conté algunes seqüències d'animació fetes amb argila per Bruce Bickford. La pel·lícula no va tenir molt èxit comercial, però va guanyar un premi en el Primer Festival de Música Internacional de París el 1981 i es va editar en DVD en 2003.

## Anys 80
Després de passar la major part de 1980 en la carretera, Zappa va editar Tinsel Town Rebellion el 1981. Va ser el primer àlbum gravat amb el seu segell Barking Pumpkin Records i conté temes extrets de la seva gira del 1979, un tema d'estudi i material de la seva gira del 1980. L'àlbum és una mescla d'instrumentals complexos i l'ús de sprechgesang (cançó parlada) —tècnica de composició que havien emprat compositors com Arnold Schoenberg i Alban Berg— i mostra les excel·lències d'una de les bandes més sòlides que va arribar a tenir Zappa (en gran part per comptar amb el bateria Vinnie Colaiuta). Encara que algunes de les lletres encara eren controvertides, perquè alguns les consideraven sexistes, s'ha descrit la sàtira política i sociològica de cançons com "Tinsel Town Rebellion" i "The Blue Light" com una "hilariant crítica de la bona disposició dels americans a creure's qualsevol cosa". L'àlbum també adquireix notorietat per la presència del virtuós de la guitarra Steve Vai, que es va unir a la banda de Zappa a la fi de 1980.

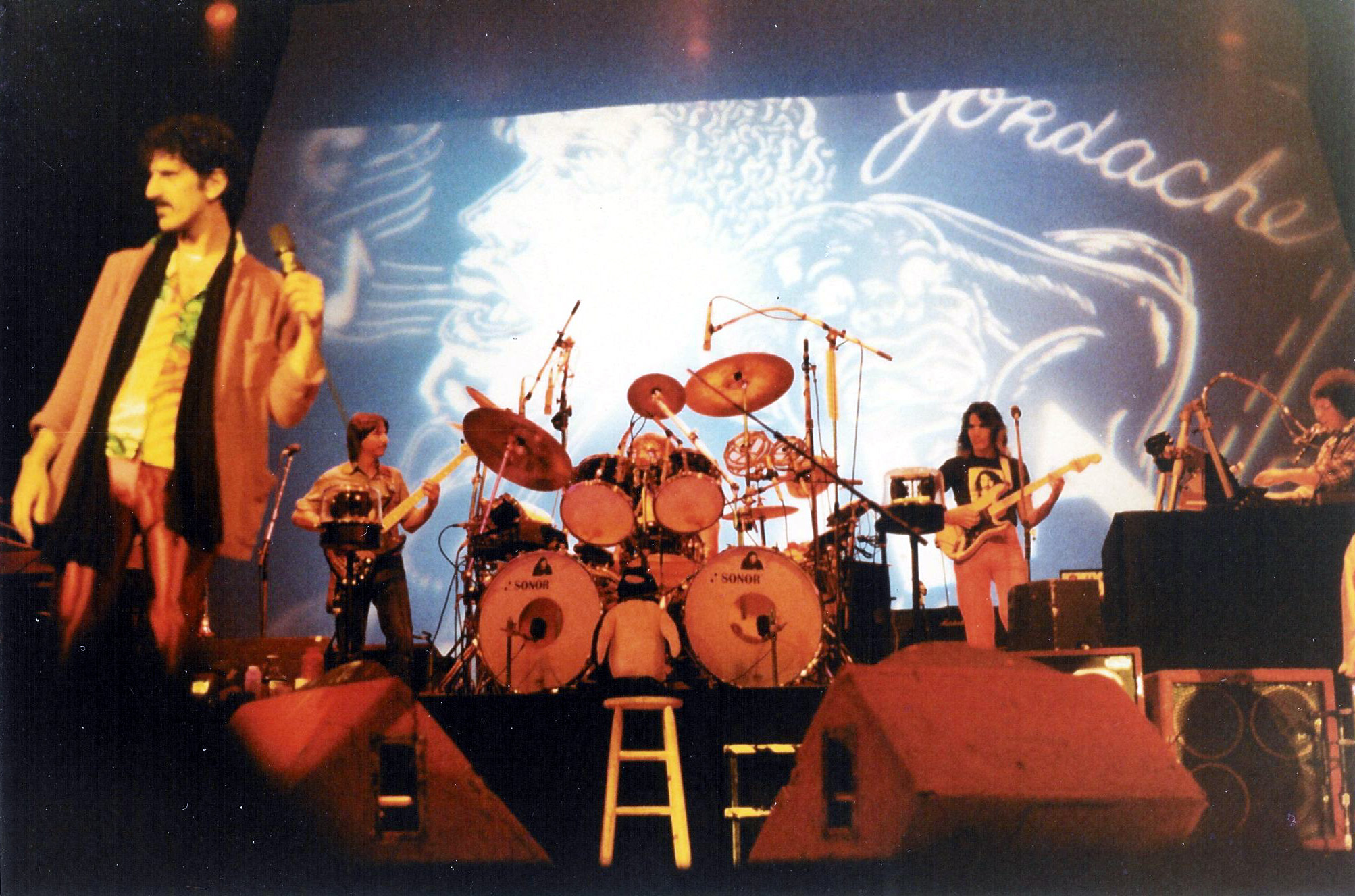
Frank Zappa i la seva banda al Memorial Auditorium, Búfalo, Nova York. 25 d'octubre de 1980.

Aquest mateix any es va editar el doble àlbumYou Are What You Is. La major part de l'àlbum es va gravar en el recentment inaugurat estudi d'enregistrament Utility Muffin Research Kitchen (UMRK), situat a casa de Zappa, la qual cosa li donava més llibertat per treballar. L'àlbum incloïa un complex tema instrumental, "Theme from the 3rd Movement of Sinister Footwear", encara que estava orientat principalment cap a cançons de rock amb el mordaç comentari social de Zappa: lletres satíriques dedicades a adolescents, els mitjans de comunicació, la religió i la hipocresia política. "Dumb All Over" és una invectiva contra la religió, igual que "Heavenly Bank Account", en la qual Zappa despotrica contra diversos evangelistes televisius per la seva influència en l'administració dels Estats Units i pel seu ús de la religió per guanyar fortunes. Cançons com "Society Pages" i "I'm a Beautiful Guy" mostren a un Zappa en contra de l'era de Ronald Reagan i la seva "obscena forma d'aconseguir fortuna i felicitat".
El 1981, també va llançar al mercat tres àlbums instrumentals, Shut Up 'N Play Yer Guitar, Shut Up 'N Play Yer Guitar Some More, i The Return of the Son of Shut Up 'N Play Yer Guitar, inicialment venuts per encàrrec per correu i editats posteriorment pel segell discogràfic CBS per demanda popular. Els àlbums estan enfocats exclusivament en Zappa com a solista de guitarra, sent les pistes predominantment enregistraments en directe de 1979 i 1980; mostrant els dots d'improvisació de Zappa barrejades amb el gran suport de la banda. Un altre àlbum de guitarra en solitari, Guitar, es va editar el 1988, i un tercer, Trance-Fusion, que Zappa va completar poc abans de la seva mort, es va publicar el 2006.

### Del senzill més exitós a l'Orquestra Simfònica de Londres
Al maig de 1982, Zappa va llançar al mercat Ship Arriving Too Late to Save a Drowning Witch, que inclou el seu senzill més venut, "Valley Girl", que va ser nominat a un Grammy i va arribar al número 32 a la llista Billboard. En la lletra de la cançó, Moon Zappa, filla de Zappa, satirizaba la forma de parlar de les noies del Valle de Sant Fernando, a Califòrnia. La majoria dels nord-americans que només coneixien a Zappa pels seus escassos senzills d'èxit ara veien en ell a un compositor de cançons noves, encara que la resta de l'àlbum contenia música altament complicada. Això va molestar a Zappa, que mai va arribar a tocar la cançó en concert.
En 1983 es van editar dos projectes diferents, començant per The Man From Utopia, una obra d'orientació rock. L'àlbum és eclèctic, comptant amb els temes cantats "Dangerous Kitchen" i "The Jazz Discharge Party Hats", tots dos continuacions de l'estil Sprechgesang de Tinseltown Rebellion. El segon àlbum, London Symphony Orchestra, Vol. 1 contenia composicions per a orquestra dirigides per Kent Nagano i interpretades per l'Orquestra Simfònica de Londres (LSO). Una segona part d'aquest àlbum, London Symphony Orchestra, Vol. 2 s'editaria el 1987. El material va ser gravat en temps rècord, amb l'única aportació econòmica de Zappa, ajudat en part per l'èxit comercial del senzill "Valley Girl". Això va ser després que Zappa ja hagués experimentat abans grans problemes per finançar aquest tipus d'esdeveniments. Zappa no va quedar satisfet amb els enregistraments de la LSO. Una de les raons és la cançó "Strictly Genteel", que es va gravar després que la secció de trompetes hagués estat de copes durant un dels descansos. El director d'orquestra Nagano, que va quedar content amb l'experiència, va dir: "Sent justs amb l'orquestra, la música és humanament molt, molt difícil". Algunes crítiques van indicar que els enregistraments eren la millor representació del treball de composició orquestral de Zappa fins al moment.

### Sistema Synclavier

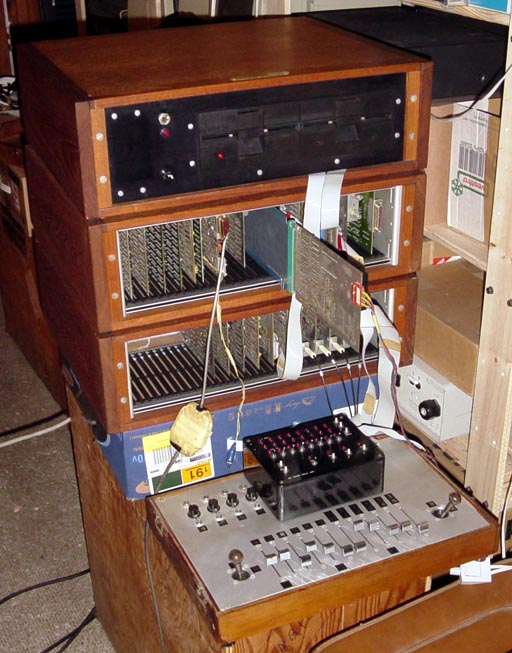
Synclavier I.

Durant la resta de la seva carrera, gran part del treball de Zappa va estar influït per l'ús del Synclavier, tant a nivell de composició com d'interpretació. Encara considerant la complexitat de les seves composicions, el Synclavier podia realitzar coses increïbles. Podia ser programat per tocar gairebé qualsevol cosa concebible, fins a la perfecció.
Amb el Synclavier, qualsevol grup d'instruments imaginable pot ser convidat a tocar els passatges més difícils... amb una aproximació d'un mil·lisegon cada cop.
Encara que això essencialment creava la possibilitat de prescindir de músics, Zappa veia el Synclavier i els músics de carn i os com a coses diferents. El 1984 tornà a actuar a Barcelona i va llançar al mercat quatre àlbums.
Boulez Conducts Zappa: The Perfect Stranger conté obres orquestrals dirigides per Pierre Boulez (que prèviament havia estat llistat com a influència en l'àlbum Freak Out!) i executades pel seu Ensemble InterContemporain, juxtaposades amb les primeres peces realitzades amb Synclavier. De nou Zappa no va quedar satisfet amb la interpretació de les peces orquestrals, considerant que no s'havia assajat prou, encara que en les notes de l'àlbum dona les gràcies a Boulez per la seva constant exigència de precisió. Les peces de Synclavier estan en contrast amb les obres orquestrals, ja que els sons van ser generats electrònicament i no, com va ser possible poc després, samplejades.
L'àlbum Thing-Fish va ser una caixa recopilatòria de tres àlbums realitzats a l'estil d'una obra de Broadway, enfocats en un marc distòpic hipotètic en el qual s'incloïen el feminisme, l'homosexualitat, la manufacturació de la sida i la seva distribució i un programa d'eugenèsia dirigit pel Govern dels Estats Units. Es van combinar noves pistes de veu amb pistes prèviament publicades i nova música de Synclavier; "el treball és un extraordinari exemple de bricolatge".
Finalment, Zappa va treure al mercat Francesco Zappa, un homenatge al compositor del segle xvii Francesco Zappa fet amb Synclavier, i Them or Us, un doble àlbum de peces en viu i de sessió fortament editades.

### Testimoniatge en el Senat

El segell d'avís als pares, en el format que es va acabar utilitzant a pesar de Zappa.

El 19 de setembre de 1985, Zappa va atestar davant el comitè de comerç, tecnologia i transport del Senat dels Estats Units, atacant al Parents Music Resource Center o PMRC, una organització co-fundada per la dona de l'aleshores senador Al Gore, Tipper Gore. Alguns dels membres del PMRC eren esposes de polítics, incloent les esposes de cinc dels membres del comitè, i s'havia fundat per controlar el contingut sexual o satànic de les lletres de les cançons. Zappa veia les seves activitats com un camí cap a la censura i va qualificar la seva petició per etiquetar certs àlbums amb contingut explícit amb el lema "Parental Advisory" com una "extorsió" a la indústria. A la seva declaració va dir:
| « | La proposta del PMRC és un disbarat malintencionat que falla en el seu intent de beneficiar els infants, infringeix les llibertats de les persones que no són infants, i que promet mantenir els jutjats plens durant anys interpretant i executant els problemes inherents a la proposta. Jo tenia entès que, en lleis, al decidir sobre esmenes s'ha d'optar per les menys restrictives. En aquest context, les demandes del PMRC són l'equivalent a tractar la caspa decapitant... L'establiment d'un sistema de classificació, voluntària o no, obre les portes a una desfilada de programes de control de qualitat basat en coses que no agraden a alguns cristians. Què passa si el proper grapat d'esposes de Washington demana una enorme 'J' groga en tot el material compost o tocat per jueus, per salvar els infants indefensos de l'exposició a la doctrina sionista? | » |

Zappa va incloure passatges d'aquesta declaració a la seva composició "Porn Wars", inclosa en l'àlbum de 1985 Frank Zappa Meets the Mothers of Prevention. Se sent a Zappa interactuant amb els senadors Fritz Hollings, Slade Gorton i Al Gore (que va admetre ser fan de Zappa) i en un diàleg amb la senadora de Florida Paula Hawkins sobre les joguines amb els quals jugaven els fills de Zappa. Va continuar discutint amb representants del PMRC al llarg de 1986 i 1987. La passió de Zappa per la política americana va començar a ser una part important de la seva vida. Sempre havia aconsellat als seus admiradors que es registressin per votar, fins i tot en les cobertes dels seus àlbums, i el 1988, fins i tot tenia cabines per registrar-se en els seus concerts. Fins i tot va arribar a considerar presentar-se a la Presidència dels Estats Units.
En contraposició a l'etiquetatge que suggeria la PMRC, Zappa va utilitzar una etiqueta a mitjan anys 1980 que deia:
| « | Compte! Aquest àlbum conté material al que una societat veritablement lliure mai tindria por ni suprimiria. El llenguatge i conceptes que hi conté garanteixen no causar torment al lloc on el paio de les banyes i trident manega els seus assumptes. Aquesta garantia és tan real com la dels fonamentalistes que ataquen la música rock en un intent en va de transformar Amèrica en una nació d'estúpids (en el nom de Jesucrist). Si hi ha un infern, les seves flames els esperen a ells, no a nosaltres. | » |

Posteriorment, Zappa va estendre les seves aparicions televisives a papers no musicals. Va intervenir com a actor o aportant la seva veu en episodis de Shelley Duvall's Faerie Tale Theatre, Miami Vice i Ren i Stimpy (a l'episodi Powdered Toast Man, com la veu del Papa). Un paper posant la seva veu a Els Simpsons mai va arribar a materialitzar-se, per a disgust del seu creador, Matt Groening.

### Mitjans digitals i última gira
Cap a 1986, Zappa va emprendre la reedició exhaustiva dels seus primers enregistraments de vinil. Va supervisar personalment totes les remasterizaciones dels seus enregistraments dels anys 1960, 1970 i principis dels 1980 per a la seva reedició en el llavors nou format del disc compacte digital. Alguns seguidors van criticar certs aspectes d'aquestes reedicions per ser poc fidels als enregistraments originals. Abans que el CD s'obrís camí al mercat, Zappa havia proposat substituir el comerç amb enregistraments fonogràfics de música per "transferències digitals directes" a través de cable telefònic o televisió per cable (amb el royalty i la factura del pagament integrat al programari que acompanyava la compra). El 1989, Zappa va considerar la seva idea com "un desafortunat fracàs".
L'àlbum Jazz From Hell, editat el 1986, va fer guanyar a Zappa el seu primer Grammy en 1987 per la "millor execució instrumental de rock". Exceptuant un solo de guitarra en directe, l'àlbum presentava exclusivament composicions executades amb el Synclavier. Tot i ser un àlbum instrumental, Meyer Music va vendre Jazz from Hell amb l'etiqueta de "lletres explícites" introduït per la RIAA en col·laboració amb la PMRC.
L'última gira de Zappa amb una banda de rock va ser el 1988, amb dotze músics que tenien un repertori de més de cent temes, majoritàriament de Zappa, però la banda es va dissoldre en circumstàncies amargues abans de finalitzar la gira. La gira va ser documentada en els àlbums Broadway the Hard Way (nou material contenint cançons amb forta èmfasi en la política), The Best Band You Never Heard in Your Life (cançons de Zappa i una col·lecció de versions, com Boléro de Maurice Ravel o "Stairway to Heaven" de Led Zeppelin), i Make a Jazz Noise Here (majoritàriament instrumental i música avantgarde). Parts d'aquesta gira també s'inclouen en You Can't Do That on Stage Anymore, específicament en els volums 4 i 6.
El concert del 17 de maig a Barcelona fon retransmés per TVE.

## Anys 90
A principis dels anys 1990, Zappa va visitar Txecoslovàquia a petició del President Václav Havel, que li va demanar que servís d'assessor de comerç, cultura i turisme. Havel era seguidor de Zappa, per la seva gran influència en l'avant-garde i l'escena underground de l'est d'Europa durant els anys 1970 i els 1980. Zappa va acceptar entusiasmat i va començar a mantenir reunions amb corporacions interessades a invertir a Txecoslovàquia. En unes setmanes, l'administració nord-americana va pressionar a Txecoslovàquia perquè retirés la proposta. Havel, per tant, va nomenar Zappa agregat cultural no oficial.
La majoria dels projectes de Zappa es van aturar el 1990, quan se li va diagnosticar un càncer de pròstata terminal. La malaltia portava deu anys desenvolupant-se i va ser considerada inoperable. Després d'aquest diagnòstic, Zappa va dedicar la major part de les seves energies a compondre obres per a orquestra moderna i per Synclavier. El 1993, poc abans de la seva defunció, va completar Civilization, Phaze III. Es tractava d'una obra per Synclavier que havia començat en els anys 80.
En 1991 Zappa va ser triat per ser un dels quatre compositors en el Festival de Frankfurt del Main de 1992 (els altres van ser John Cage, Karlheinz Stockhausen i Aleksandr Knàifel). L'orquestra de cambra Ensemble Modern es va interessar a tocar la música de Zappa. Tot i estar malalt, Zappa els va convidar a Los Angeles per als assajos de les noves composicions i els arranjaments de les composicions de material antic. A més d'estar satisfet amb el resultat, Zappa va congeniar bé amb els músics, i els concerts d'Alemanya i Àustria es van preparar per a finals d'any. El setembre del 1992, les actuacions es van dur a terme com estava previst, encara que Zappa només va poder estar present en dos dels concerts de Frankfurt per la seva malaltia. En el primer d'ells, Zappa va dirigir l'obertura "Overture", i l'últim tema "G-Spot Tornado" a part de la teatral "Food Gathering in Post-Industrial America, 1992" i "Welcome to the United States" (la resta del concert va ser dirigit per Peter Rundel). Zappa va rebre una ovació de vint minuts. Aquest seria la seva última aportació professional en públic, mentre el càncer s'anava estenent fins al punt que suportava massa dolor com per gaudir d'un esdeveniment que, d'altra banda, considerava "estimulant". Enregistraments d'aquests concerts apareixen en The Yellow Shark de 1993, el seu últim llançament abans de morir, i alguna cosa del material dels assajos va aparèixer de forma pòstuma en l'àlbum Everything Is Healing Nicely de 1999.
Frank Zappa va morir el dissabte 4 de desembre de 1993 a casa seva, al costat de la dona i els fills. En una cerimònia privada celebrada l'endemà, Zappa va ser enterrat en una tomba sense marcar en el Cementiri Westwood Village Memorial Park de Westwood, Los Angeles. El dilluns 6 de desembre la seva família va anunciar:
| « | El compositor Frank Zappa ha marxat a la seva darrera gira el dissabte just abans de les 18.00h. | » |

## El llegat de Zappa

### Premis i honors
Frank Zappa va ser un dels primers en trencar les barreres entre rock, jazz i música clásica. A finals dels anys 1960 els seus Mothers of Invention pasaven de Petruixka de Stravinski al "Bristol Stomp" de The Dovells abans d'irrompre a crits de saxòfon inspirats en Albert Ayler.
Zappa va rebre clamorosas crítiques a tot el món tant en vida com després de la seva mort. La Guia d'àlbums de Rolling Stone en 2004 va escriure: "Frank Zappa va tocar gairebé tots els gèneres de música, fos en el seu aspecte de roquer satíric, fusionista de jazz rock, virtuós de la guitarra, mag de l'electrònica o innovador orquestral, la seva genialitat excèntrica era indiscutible". Encara que la seva obra s'inspirava en diversos gèneres, Zappa va establir una forma d'expressió coherent i personal. En 1971, el seu biògraf David Walley va dir: "Tota l'estructura de la seva música està unificada, no dividida per dates o seqüències de temps, i es construeix tota com un compost". En parlar de la música, política i filosofia de Zappa, Barry Miles va dir en 2004 que no es poden separar; "Tot era una sola cosa; tot era part de la seva 'continuïtat conceptual'".
Guitar Player Magazine va fer un especial sobre Zappa el 1992, i preguntava en la seva portada: "És FZ el secret millor guardat de la música als Estats Units?". L'editor Don Menn va comentar que l'especial tractava de "el compositor més important de la música popular moderna". Entre els col·laboradors de l'especial estava el compositor i musicólogo Nicolas Slonimsky, que havia dirigit obres de Charles Ives i Edgar Varèse en els anys 1930. Es va fer amic de Zappa en els anys 1980 i en va dir: "admiro tot el que fa Frank, perquè pràcticament ha creat el nou mil·lenni musical. Fa un treball preciós... He tingut la sort d'haver pogut viure per veure l'aparició d'aquest tipus de música totalment nou". El director d'orquestra Kent Nagano va assenyalar en aquest mateix especial que "Frank és un geni. I aquesta no és una paraula que usi molt sovint... En el cas de Frank no és exagerat... És extremament culte musicalment. No estic segur que el públic sàpiga això". Pierre Boulez va dir a la revista Musician Magazine que Zappa "era una figura excepcional perquè pertanyia al món del rock i al món de la música clàssica, i que tant un camp de la seva obra com l'altre sobreviurien". Molts músics reconeixen a Zappa com un dels compositors més influents de la seva època. Com a guitarrista, també ha estat lloat en multitud d'ocasions.
El 1994, la revista de jazz Down Beat li va incorporar al seu Saló de la Fama. Zappa va ser inclòs de forma pòstuma en el Saló de la Fama del Rock en 1995. En aquesta ocasió, es va escriure:
| « | Frank Zappa va ser la més aguda ment musical i el més astut crític social. Va ser el més prolífic dels compositors de la seva època i va establir ponts entre els gèneres rock, jazz, clàssic, avantgarde i fins i tot la música de moda amb increíble facilitat. | » |

Va rebre el Grammy a tota una vida (Grammy Lifetime Achievement Award) el 1997. El 2005, la National Recording Preservation Board dels Estats Units va incloure We're Only in It for the Money en el National Recording Registry, explicant que "l' inventiu i iconoclasta àlbum de Frank Zappa presenta una postura política única, tant anticonservadora com anticontracultural, i ofereix una sàtira mordaç tant del hippismo com de les reaccions d'Amèrica sobre el mateix". En el mateix 2005, la revista Rolling Stone el va posar en el lloc número 71 en la llista de "Els 100 grans artistes de tots els temps".

### Músics influïts per Zappa
La música de Zappa ha influït a un gran nombre de músics, bandes i orquestres de diversos gèneres. Artistes de rock com Mr. Bungle, Butthole Surfers, Alice Cooper, Fee Waybill de The Tubes, Primus, Devin Townsend de Strapping Young Lad i Billy Bob Thornton han esmentat la influència de Zappa, igual que artistes de rock progressiu com Henry Cow, Trey Anastasio de Phish, John Frusciante i Fulano. Formacions de rock dur i heavy metal com Black Sabbath, Warren DeMartini, Steve Vai, System of a Down, i Clawfinger reconeixen la inspiració de Zappa. En l'escena de música clàssica, Tomas Ulrich, Meridian Arts Ensemble i The Fireworks Ensemble toquen de forma habitual composicions de Zappa. Músics i compositors de jazz contemporanis com Bill Frisell i John Zorn s'inspiren en Zappa, igual que la llegenda del funk George Clinton. Altres artistes en l'obra dels quals Zappa exerceix important influx són: The Residents, Faust, el pianista de new age George Winston, el compositor d'electrònica Bob Gluck, el cantant humorístic "Weird Al" Yankovic. i l'artista de música noise Masami Akita de Merzbow.

### Tributs
- King Kong: Jean-Luc Ponty Plays the Music of Frank Zappa (Jean-Luc Ponty) (1970)
- The BRT Big Band Plays Frank Zappa (BRT Big Band) (1990)
- Yahozna Plays Zappa (Yahonza) (1992)
- Zappa's Universe—A Celebration of 25 Years of Frank Zappa's Music (Joel Thome/Orchestra of Our Time)(1993)
- Harmonia Meets Zappa (Harmonia Ensemble) (1994)
- Music by Frank Zappa (Omnibus Wind Ensemble) (1995)
- Frankincense: The Muffin Men Play Zappa (Muffin Men) (1997)
- Plays The Music of Frank Zappa (The Ed Palerm Big Band) (1997)
- Dischordancies Abundant (CoCö Anderson) (1997)
- Frankly A Cappella (The Persuasions) (2000)
- The Zappa Album (Ensemble Ambrosius) (2000)
- Bohuslän Big Band plays Frank Zappa (Bohuslän Big Band) (2000)
- Ensemble Modern Plays Frank Zappa: Greggery Peccary & Other Persuasions (Ensemble Modern) (2003)
- UMO Jazz Orchestra: UMO plays Frank Zappa feat. Marzi Nyman (2003)
- Lemme Take You To The Beach: Surf Instrumental Bands playing the music of Zappa (Cordelia Records) (2005)
- Take Your Clothes Off When You Dance (The Ed Palerm Big Band) (2006)
- Inventionis Mater: Does Humor Belong in Classical Music? (2012)

### Referències a Zappa en altres àmbits

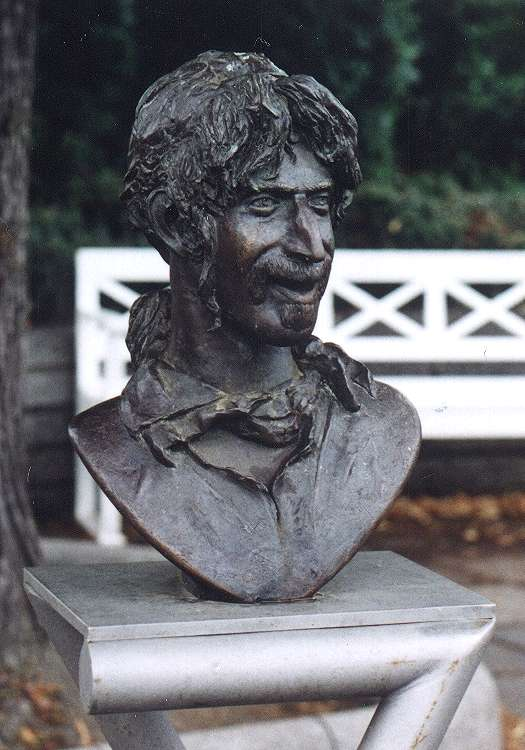
Bust de Zappa a Bad Doberan.